# Эль-Фуджайра (эмират)

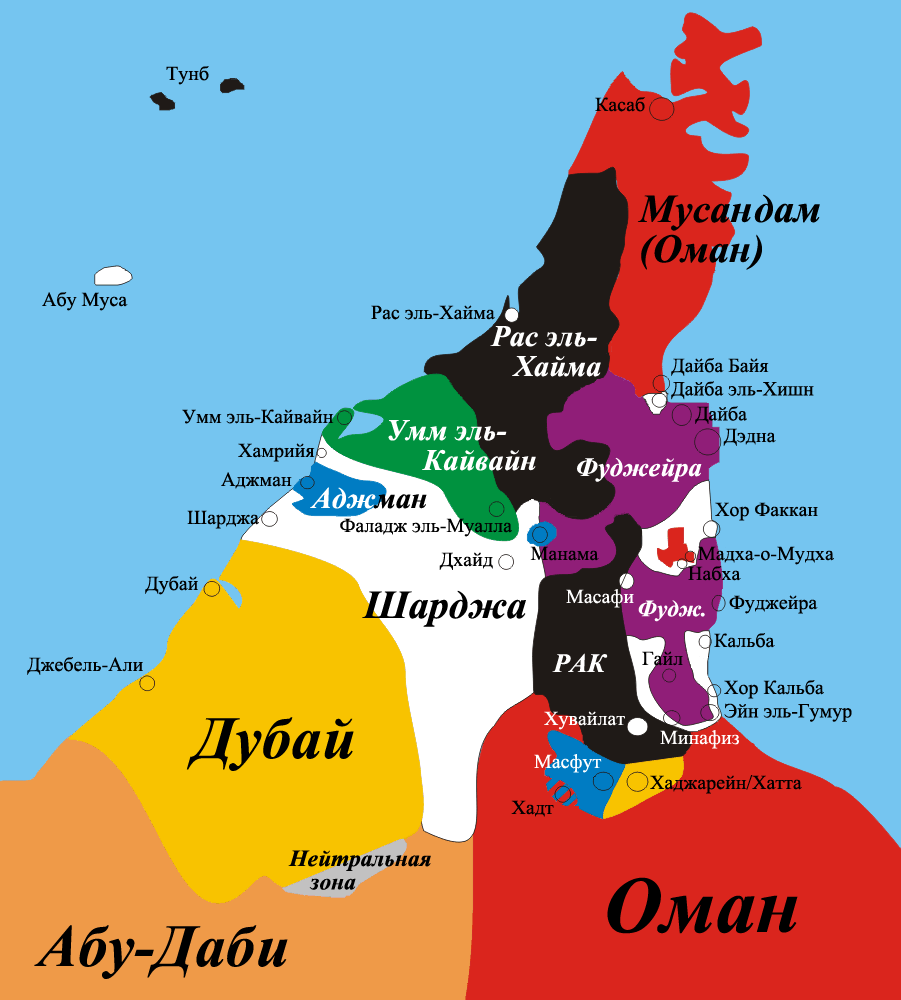
Эксклавы Омана и ОАЭ
Оман
Абу-Даби (ОАЭ)
Дубай (ОАЭ)
Шарджа (ОАЭ)
Аджман (ОАЭ)
Умм-эль-Кайвайн (ОАЭ)
Рас-эль-Хайма (ОАЭ)
Эль-Фуджайра (ОАЭ)

Эль-Фуджа́йра (Фудже́йра; араб. الفجيرة‎, заря) — эмират в составе Объединённых Арабских Эмиратов.
- Столица — Эль-Фуджайра.
- Площадь — 1166 км², население — 236 811 человек (2017 год).

## География
В отличие от других эмиратов, располагается на берегу Оманского залива Индийского океана. Территория Эль-Фуджайры протянулась вдоль залива более чем на 90 километров. Значительную часть территории Фуджейры занимают горы, подступающие к побережью почти вплотную.  

## История эмирата
Эль-Фуджайра — самый молодой эмират ОАЭ. Первоначально входил в состав эмирата Шарджа. В 1901 г. местный шейх провозгласил независимость Эль-Фуджайры от Шарджи, однако Англия признала её только в 1953 году. В 1892—1971 гг. территория Эль-Фуджайры входила в состав Договорного Омана. С 02.12.1971 в составе ОАЭ.

### Шейхи (с 1971 г. эмиры) Эль-Фуджайры из родааш-Шарки
- 1876—1936 гг. Хамад I бин Абдаллах
- 1936—1974 гг. Мухаммад I бин Хамад
- 1974—по сей день Хамад II бин Мухаммад

## Экономика
В эмирате нет главного источника богатства и процветания ОАЭ — нефти, зато есть очень удобно расположенный и динамично развивающийся морской порт. Рыболовство и сельское хозяйство являются основными видами деятельности в Эль-Фуджайре.

## Туризм
Гордостью эмирата являются песчаные пляжи и гористые мысы, живописные ущелья, множество минеральных источников и зелени, благодаря чему эмират очень популярен среди туристов. В эмирате Эль-Фуджайра много достопримечательностей. В горах на автотрассе Шарджа — Эль-Фуджайра расположен традиционный пятничный рынок, предлагающий туристам огромный выбор ковров, произведённых в разных странах, национальные гончарные изделия и сувениры. Здесь же находится миниатюрное здание старейшей в ОАЭ мечети, построенной в XVII веке. На севере эмирата находится рыбацкий городок Дибба Эль-Фуджайра, который является одним из лучших мест для подводного плавания с трубкой и маской или аквалангом. Бывший дворец эмира Эль-Фуджайры — крепость Эль-Хейль находится в 8 км к юго-западу от столицы эмирата. Самый восточный форт страны — Эль-Битна (1735 год). Разрушенный форт с небольшим водоёмом и пальмовой рощей в Вади-Дафта.